# Shinjirō Koizumi

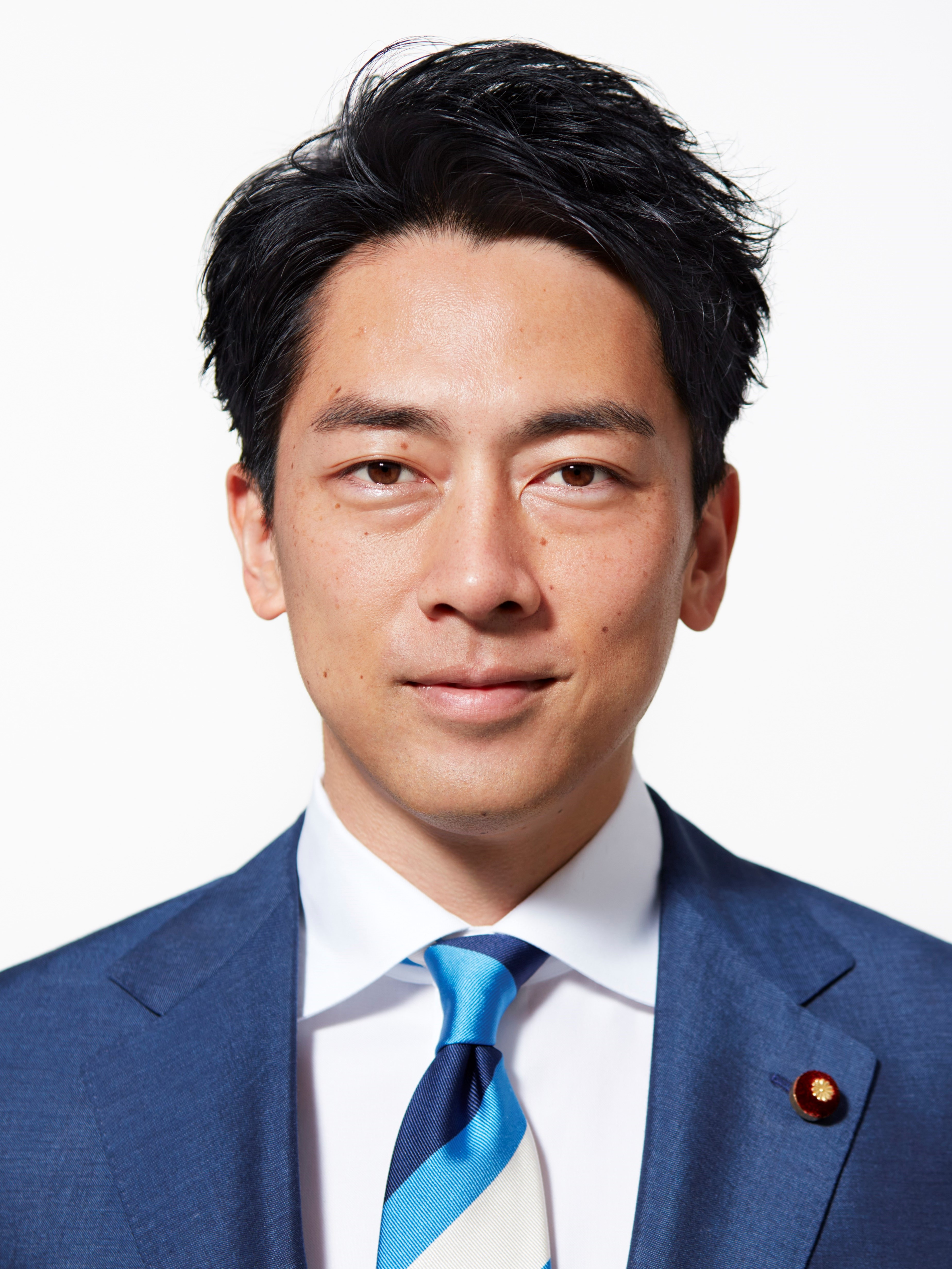
Shinjirō Koizumi (2020)

Shinjirō Koizumi (jap. 小泉 進次郎 Koizumi Shinjirō; * 14. April 1981 in Yokosuka, Kanagawa) ist ein japanischer Politiker der Liberaldemokratischen Partei (LDP) und Abgeordneter für den 11. Wahlkreis Kanagawa im Shūgiin, dem Unterhaus des japanischen Parlaments. Er ist seit Mai 2025 Minister für Landwirtschaft, Forsten und Fischerei und ist ehemaliger Umweltminister (2019 bis 2021).
Koizumi ist ein Sohn des ehemaligen japanischen Premierministers Jun’ichirō Koizumi. Nach dem Besuch der angeschlossenen Grund-, Mittel- und Oberschulen der Kanto-Gakuin-Universität in Yokohama absolvierte Koizumi dort sein Studium an der wirtschaftswissenschaftlichen Fakultät, gefolgt von einem Graduiertenstudium an der Columbia-Universität in New York. Ab 2006 forschte er am Zentrum für internationale und strategische Studien (CSIS), einer überparteilichen Denkfabrik in Washington. 2007 wurde er, nach dessen Amtszeit als Premierminister, persönlicher Parlamentssekretär seines Vaters.
Nach dem vollständigen Rückzug seines Vaters aus der Politik kandidierte er bei der Shūgiin-Wahl 2009 für dessen Nachfolge als Abgeordneter, den 11. Wahlkreis Kanagawa gewann er deutlich gegen Katsuhito Yokokume, den Kandidaten der Demokratischen Partei (DP), und verteidigte ihn danach bei allen Wahlen bis einschließlich 2024 mit Zweidrittelmehrheiten, meist ohne Gegenkandidaten der Hauptopposition. Im September 2013 wurde Koizumi unter dem zweiten Kabinett von Premierminister Shinzō Abe parlamentarischer Staatssekretär (daijin seimukan) im Kabinettsamt und für Wiederaufbau. Am 11. September 2019 wurde er im Zuge einer Kabinettsumbildung zum Umweltminister und Staatsminister für Atomkraftkatastrophenschutz ernannt. Er blieb auch im folgenden Kabinett Suga noch bis Oktober 2021 im Amt.
Im Januar 2024 wurde Koizumi Vorsitzender des Shūgiin-Sicherheitsausschusses (安全保障委員会 anzen-hoshō-iinkai; anders als im Sangiin gibt es im Shūgiin getrennte und anders benannte Ausschüsse für Auswärtige Angelegenheiten und Verteidigung). Im September 2024 trat Koizumi bei der Wahl zum LDP-Vorsitz an, unterlag aber im ersten Wahlgang auf dem dritten Platz Sanae Takaichi und Shigeru Ishiba. Unter dem in der Stichwahl siegreichen Ishiba übernahm er den Vorsitz der LDP-Wahlstrategiekommission, trat aber nach den LDP-Verlusten und dem Verlust der Regierungsmehrheit bei der Shūgiin-Wahl im Oktober 2024 zurück.

## Familie
Koizumi vertritt wie seine direkten Vorfahren Matajirō (Kommunikationsminister), Jun’ya (Leiter der Verteidigungsbehörde) und Jun’ichirō (Premierminister) den Wahlkreis Kanagawas, in dem sein Heimatort Yokosuka liegt. Sein älterer Bruder Kōtarō ist Schauspieler.
Im August 2019 heiratete Koizumi die Moderatorin Christel Takigawa. Für mediale Aufmerksamkeit und Diskussionen sorgte seine Ankündigung, als erster Politiker Japans anlässlich der im Januar 2020 erwarteten Geburt des ersten Kindes vierzehn Tage Vaterschaftsurlaub zu nehmen, den er über drei Monate verteilen will, um bei keinem wichtigen Anlass zu fehlen.